# Шефер, Дирк
Дирк Шефер (нем. Dirk Schäfer; 25 ноября 1873, Роттердам — 16 февраля 1931, Амстердам) — нидерландский пианист и композитор.
Начал учиться игре на фортепиано в Роттердаме у Йохана Сикемейера. В 1891—1894 гг. учился в Кёльнской консерватории у Макса фон Пауэра (фортепиано), Франца Вюльнера (композиция) и Густава Йенсена (теория). Однокурсником Шефера был Виллем Менгельберг; по преданию, на неофициальном концерте после выпуска из консерватории они поссорились из-за того, что в ходе игры на фортепиано в четыре руки Менгельберг толкал Шефера локтем, и натянутые отношения сохранились между ними на всю жизнь. Тем не менее, с Оркестром Консертгебау под управлением Менгельберга Шефер в 1899 г. исполнил премьеру своего фортепианного концерта, а в 1904 г. в исполнении оркестра Менгельберга впервые прозвучали его Яванская рапсодия и Пасторальная сюита (первая из них к тому же Менгельбергу посвящена).

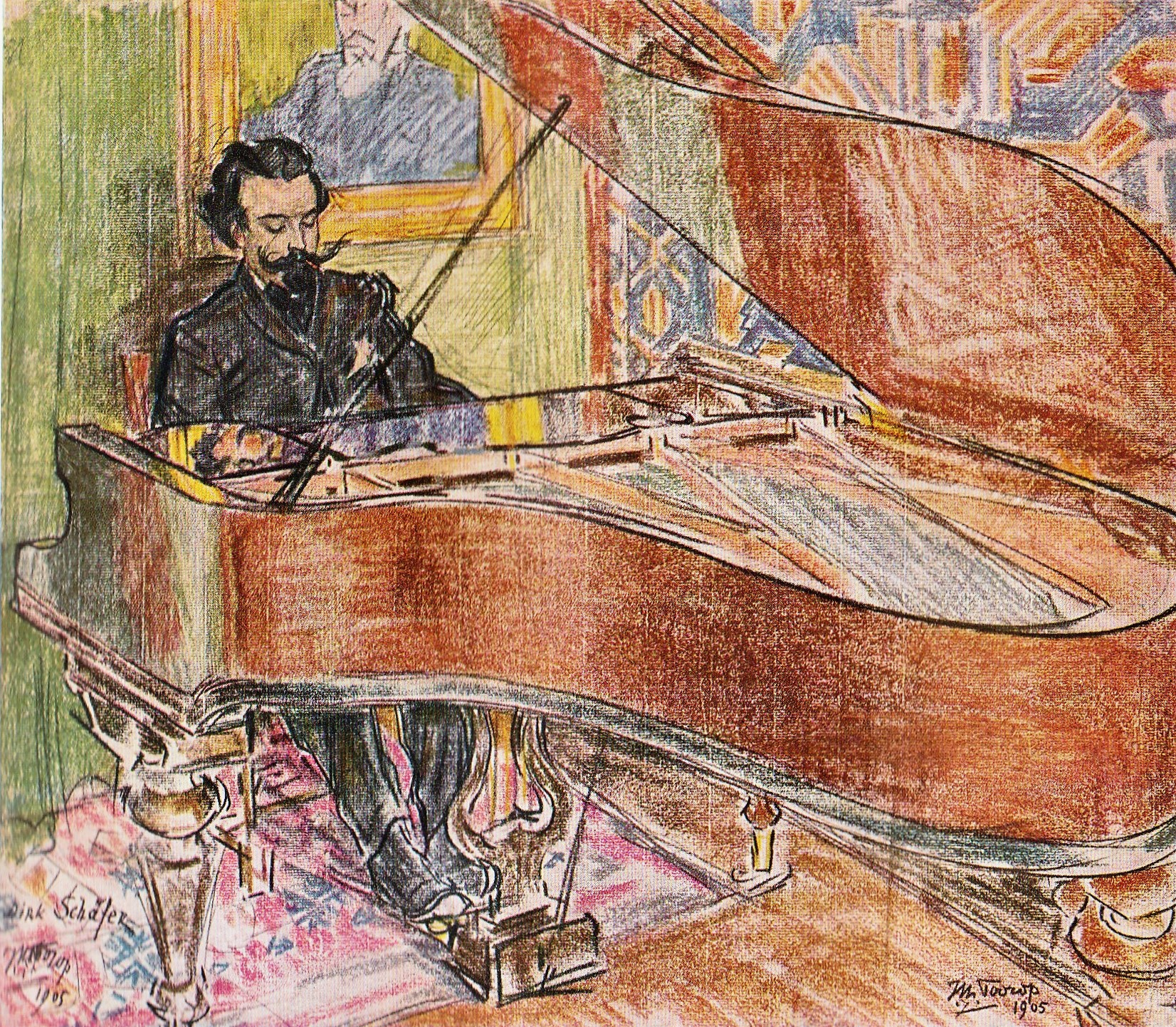
Ян Тороп. Дирк Шефер за роялем (1905)

В 1898—1904 гг. Шефер работал в Гааге, затем перебрался в Амстердам, где до конца жизни преподавал в Амстердамской консерватории. В разные годы он гастролировал как солист в Германии, Франции, Австрии, Бельгии. Главным образом Шефер считался специалистом по музыке Фридерика Шопена, однако в 1913—1915 гг. продемонстрировал широту своего диапазона в цикле Исторических концертов, пройдя за 10 вечеров через всю историю клавирной музыки от Уильяма Бёрда до Арнольда Шёнберга. В 1924—1925 гг. записал ряд роликов для Welte-Mignon (в 1997 г. отреставрированы и выпущены на диске).
Из сочинений Шефера наибольшим признанием пользовался фортепианный квинтет Op. 5 (1901), посвящённый барону ван Зёйлен ван Нейевелту и выдержанный в брамсовской традиции. Он также, помимо разнообразных фортепианных пьес, написал виолончельную сонату для Жерара Эккинга и две скрипичные сонаты для Карла Флеша — все три были исполнены Эккингом и Флешем в сопровождении автора в Амстердаме в 1910 году. Кроме того, Шефер подготовил книгу о фортепианном искусстве (нидерл. Het klavier), которая была отредактирована его вдовой и выпущена в 1942 году.
Имя Шефера носит улица (нидерл. Dirk Schäferstraat) в городе Влардинген.